# Самарское реальное училище
Самарское реальное училище имени императора Александра Благословенного — среднее учебное заведение в Самаре, в котором существенная роль отводилась предметам естественной и математической направленности. Училище было расположено на улице Казанской (ул. Алексея Толстого, 31).

## История

### XIX век
В 1873 году 29 гласных городской думы обратили внимание своих коллег на отсутствие в крае учебных заведений, которые давали бы специальное образование, столь необходимое молодым людям для предстоящей им торгово-промышленной деятельности.
Самарское реальное училище было открыто в 1880 году в доме купца-виноторговца из Симбирска Ивана Ивановича Макке, который был выстроен в числе первых благоустроенных кирпичных домов в 1850 году. Именно в нём 1 января 1851 года состоялись торжества по поводу установления Самарской губернии. Здесь же жил Степан Волховский, ставший первым самарским губернатором, и первое время размещалось губернское правление.
Первым почетным попечителем Самарского реального училища был Пётр Семёнович Субботин.
В 1886 году в фундаментальном разделе библиотеки училища было 1482 названия в 2741 переплетах, а в ученическом — 1066 книг, а также пособия по географии и истории (50), по рисованию, черчению и чистописанию (423).
Сначала в училище было 6 классов и 7-й дополнительный для подготовки в ВУЗы, кабинеты естествознания, химическая лаборатория, мастерские и библиотеки. В нём насчитывалось 225 учащихся, но на пороге двадцатого века их число возросло до 350.

### XX век
В 1909 году на средства семьи Андрея и Елизаветы Субботиных здание было реконструировано по проекту архитектора П.Шаманского. Новый фасад здания был выполнен в стиле модерн. Был пристроен новый учебный и жилой корпус с квартирами для педагогического персонала. Теперь в здании было 14 основных и параллельных классов, химическая лаборатория, естественно-исторический кабинет, классы музыкальные и рисования, библиотека. Число учащихся в 1910 году достигло 546, а в 1913—1914 годах — 620. Училище отличалось большим количеством учащихся из низших сословий: в 1910 году — 73,3 % мещан и крестьян и только 3,3 % потомственных дворян. По своим размерам, оборудованию, постановке учебного дела оно было одним из образцовых в Самаре.
После революции 17 года училище было закрыто. Некоторое время там размещалась средняя школа № 1 и детский сад, а 4 июля 1944 года в здании реального училища было открыто Куйбышевское суворовское военное училище.
В 1964 году суворовское училище было расформировано, а в здании расположился только что созданный Военно-медицинский факультет Куйбышевского медицинского института, который со временем превратился в самостоятельный военно-медицинский институт.
В 1974 году постановлением Совета Министров РСФСР реальному училищу был присвоен статус памятника истории. Реальное училище входит в список объектов культурного наследия федерального значения до сих пор.
Зимой 1996 года в здании произошел пожар. Выгорела часть интерьеров, обрушилась крыша и был утрачен купол. Погиб пожарный.

### XXI век
В 2010 году при очередном витке реформы Министерства обороны военно-медицинский институт был расформирован, а здание фактически брошено. С тех пор здание не используется и находится в заброшенном состоянии постепенно разрушаясь.
В ноябре 2011 года в рамках городской программы «Сохранение, развитие и популяризация историко-культурного наследия городского округа Самара» на 2012-2020 годы, на консервацию училища планировали потратить 1 млн рублей. В программе не было указано, когда и сколько денег будет выделено.
В декабре 2016 года здание реального училища было передано в собственность города, планировалось восстановить памятник архитектуры на средства частных инвесторов и законсервировать.
В сентябре 2017 года здание взято под охрану, открытую входную дверь заблокировали с фасада листом металла и ограничила вход в гараж рядом с училищем.
В июне 2018 года, на время Чемпионата мира по футболу, здание реального училища завесили фальшфасадом. 
В ноябре 2018 года был принят план по консервации реального училища. План не был выполнен и в феврале 2020 году чиновников оштрафовали на 200 тысяч рублей.
В августе 2020 года на проведение противоаварийной консервации реального училища из бюджета Самары было выделено 800 тыс. рублей.

## Известные выпускники
- Глеб Максимилианович Кржижановский — советский государственный и партийный деятель; учёный-энергетик, академик и вице-президент АН СССР, литератор;
- Алексей Николаевич Толстой — русский советский писатель, граф, академик АН СССР.
- Николай Николаевич Семёнов — один из основоположников химической физики, нобелевский лауреат.
- Петр Александрович Щербачёв — самарский архитектор[1].